# 武利江
武利江，位于中华人民共和国广西壮族自治区南部，是南流江右岸支流，发源于浦北县福旺镇江坪铺村白坟面屯，蜿蜒西南流经浦北三合镇、北通镇，过灵山县武利镇转东南流，成为灵山和浦北两县界河，经浦北白石水镇和灵山文利镇，过浦北大成镇罗南村猪母咀后进入合浦县境内，于合浦县石康镇豹狸村的苏屋以北汇入南流江。河长127千米，平均比降0.69‰，流域面积1223平方千米。年均径流量9.78亿立方米。流域内土地肥沃，物产丰富。